# Ткаченко, Владимир Александрович (генерал)
Влади́мир Алекса́ндрович Ткаче́нко (1898 — 1975) — генерал-майор Советской Армии, участник Гражданской и Великой Отечественной войн.

## Биография
Родился 10 июня 1898 года в селе Оленовка (ныне — Витовский район Николаевской области Украины). После Октябрьской революции вступил в Красную Армию. Участвовал в боях Гражданской войны, два раза был ранен. Участвовал в Польском походе РККА (информация не подтверждена). После окончания боевых действий продолжил службу в Красной Армии.
С начала Великой Отечественной войны полковник В. А. Ткаченко находился в действующей армии, командовал 30-м отдельным полком связи Юго-Западного фронта. Был ранен. Полк обеспечивал связью войска 38-й, 1-й танковой и 1-й гвардейской армий, штаб Юго-Западного фронта во время боёв на реках Дон и Северский Донец. В тяжёлый период отступления советских частей в июле 1942 года ему удалось сохранить практически всю материальную часть полка. Участвовал в Сталинградском сражении.
С июня 1943 года служил заместителем начальника Управления связи Юго-Западного (впоследствии — 3-го Украинского) фронта. Участвовал в освобождении Украинской и Молдавской ССР

Могила Ткаченко на Лукьяновском военном кладбище Киева.

После окончания войны продолжил службу в Советской Армии. Вскоре ему было присвоено воинское звание генерал-майора войск связи. Занимал должность заместителя начальника Высшей офицерской школы связи. Выйдя в отставку, проживал в Киеве. Умер 10 января 1975 года, похоронен на Лукьяновском военном кладбище Киева.
Был награждён орденом Ленина, тремя орденами Красного Знамени, орденами Богдана Хмельницкого 2-й степени, Отечественной войны 1-й и 2-й степеней, Красной Звезды, Орден «Святой Александр» 3-й степени, а также рядом медалей.